# Église Saint-Joseph de Nazareth
Pour les articles homonymes, voir Église Saint-Joseph.
L'église Saint-Joseph est une église catholique franciscaine située à Nazareth en Galilée. Elle a été construite en style néoroman en 1914 sur les vestiges d'églises plus anciennes, et vouée à saint Joseph. Elle se trouve à côté de la basilique de l'Annonciation à 200 mètres. Elle dépend du patriarcat latin de Jérusalem.

## Historique

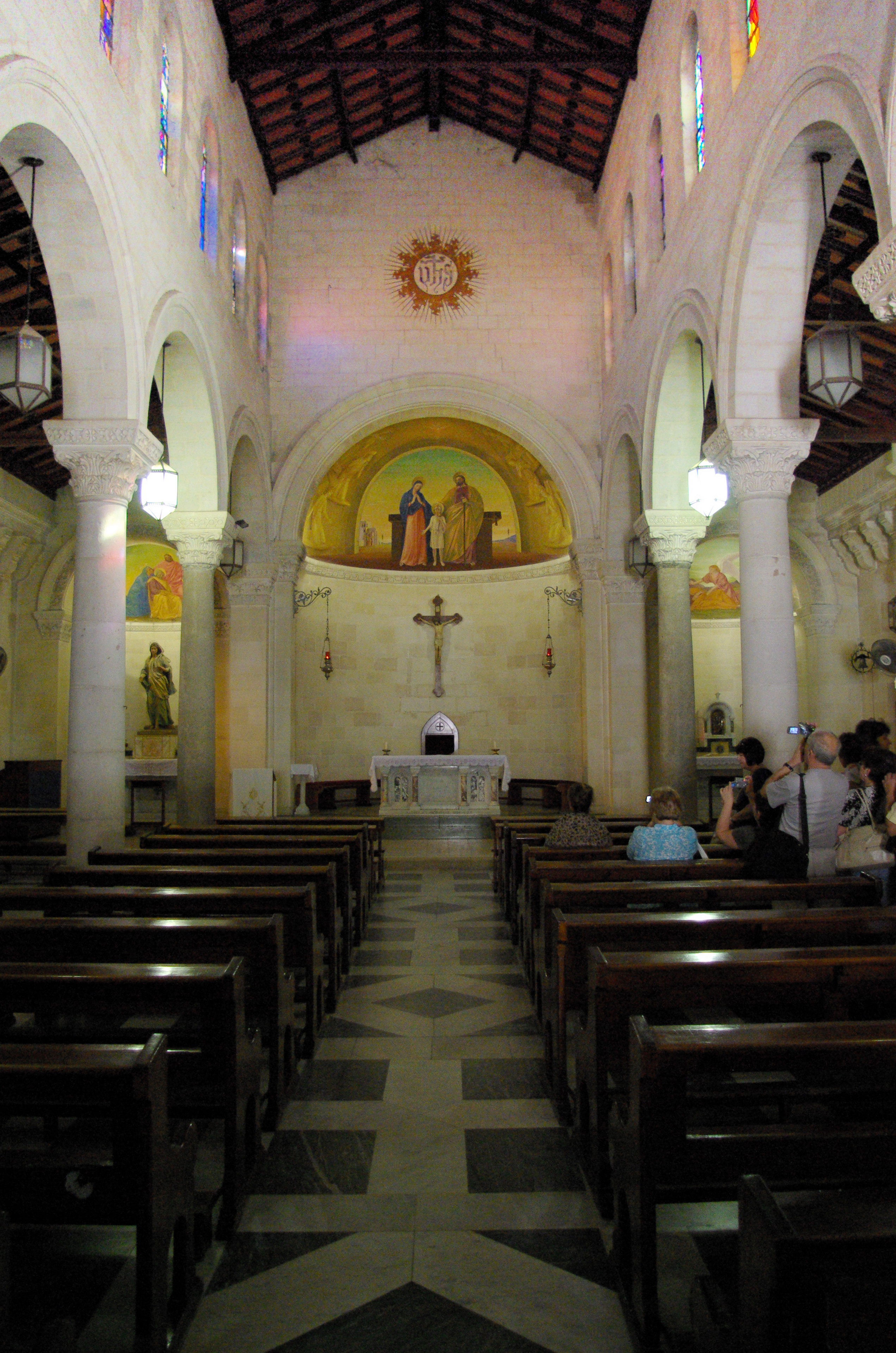
Intérieur de l'église Saint-Joseph.

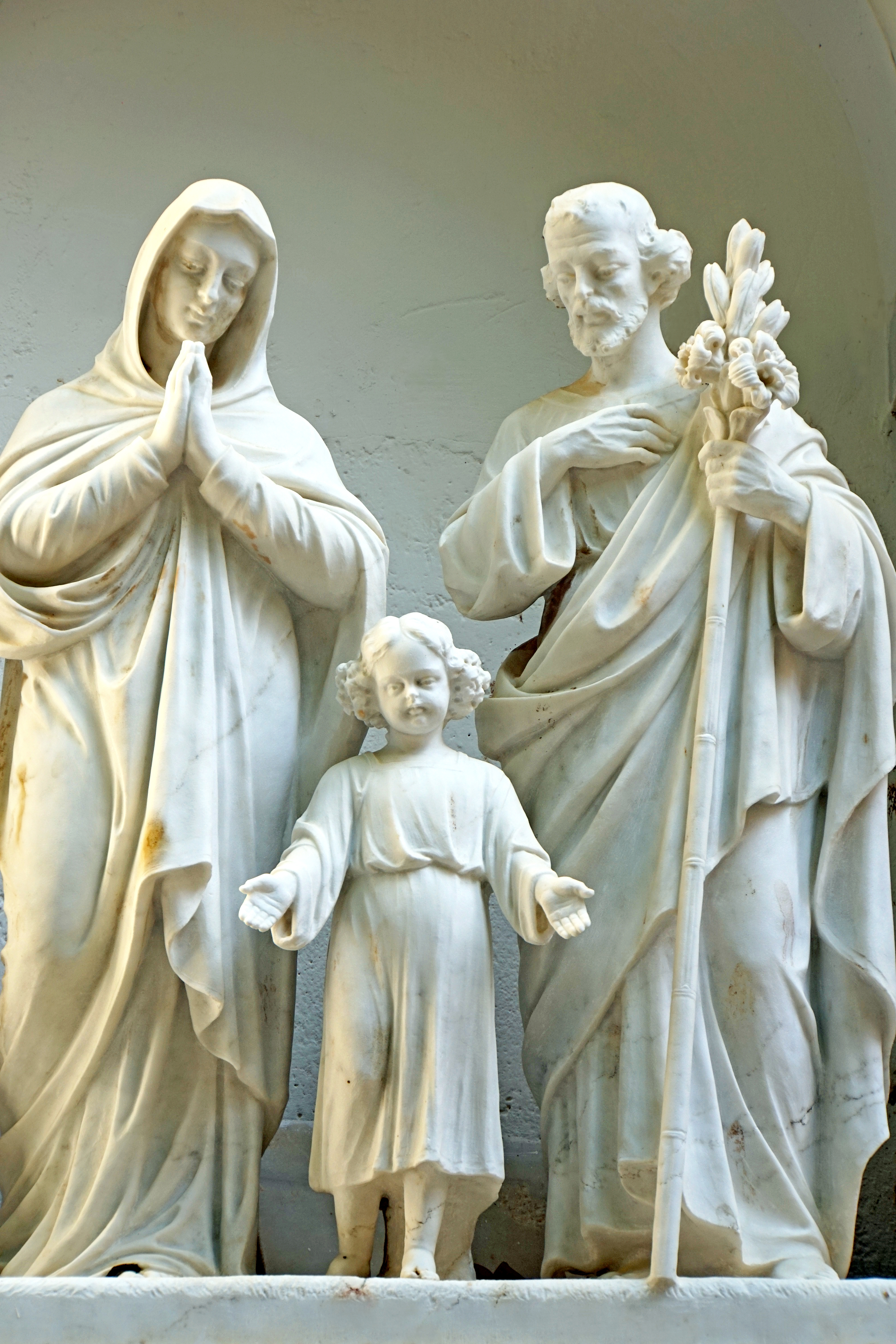
Statue de la Sainte Famille.

L'église est construite à l'emplacement de l'église de la Nutrition citée par le pèlerin Arculfe vers 670 dans De locis sanctis (II, 26), puis d'une église des croisés du royaume de Jérusalem, dont on peut voir les vestiges sous la crypte et une église franciscaine construite au XVIIe siècle. Cette histoire est décrite par le franciscain Quaresmius dans son Historica, theologica et moralis terrae sanctae elucidatio, écrit de 1616 à 1626, mais il se contente d'affirmer l'existence ab antiquo de la tradition d'un culte en ce lieu, sans en donner les preuves.
Une tradition apparue au XVIIe siècle, sans aucun fondement historique, y fixe la « maison de Joseph » alors que la « maison de Marie » est associée à la basilique de l'Annonciation, car selon l'évangile attribué à Matthieu les fiancés n’habitaient pas encore ensemble. L'église de la Nutrition aurait été construite à l'emplacement de l'atelier de charpentier de Joseph, attenant à sa maison où, selon une tradition basée sur aucun récit biblique, aurait été nourri (d'où le nom d'église de la Nutrition) et élevé Jésus. Chassés de la basilique de l'Annonciation, les Judéo-chrétiens réussissent à se maintenir dans l'autre sanctuaire associé à Joseph. Ils s'y maintiennent probablement jusqu'au VIIe siècle, date à laquelle ces Chrétiens judaïsants sont expulsés à leur tour par l'empereur Héraclius et remplacés par ceux de la Gentilité qui occupent déjà depuis un siècle le sanctuaire de l'Annonciation. L'historicité de ces traditions est difficile à retrouver car « les écrivains ecclésiastiques et les pèlerins de l'époque gardent obstinément le silence sur cette chrétienté de Nazareth, mais cela n'a rien de surprenant, puisque systématiquement l'Église officielle ignorait les Judéo-chrétiens, regardés comme des schismatiques ».
L'évêque Willibald d'Eichstätt en pèlerinage en Terre sainte en 723 ou 724 mentionne la basilique mais n'évoque pas l'église Saint-Joseph, ce qui suggère qu'elle a disparu. Sous la domination des croisés, le sanctuaire est relevé, mais probablement il est dès lors une simple annexe de la basilique devenue une cathédrale, le siège épiscopal de Beït Shéan ayant été transféré à Nazareth. Placée sous le vocable de l’Atelier de Saint Joseph, l'église est rasée en 1263 par le sultan mamelouk Baybars. Lorsque la custodie franciscaine de Terre sainte s'établit définitivement à Nazareth en 1620, elle n'y trouve que des ruines mais obtient du sultan ottoman un firman afin de reconstruire un nouveau lieu de culte.

## Architecture et mobilier
L'église comprend notamment un complexe baptismal pré-byzantin se rapportant aux rites du baptême judéo-chrétien.
À la fin du XIXe siècle, le franciscain Prosper Viaud montre qu'à l'intérieur des édifices successifs se trouve une grotte, servant peut-être d'annexe à l'habitation juive, dans laquelle ont été percés de grandes citernes, quatre silos superposés et une vasque interprétée comme un pressoir ou un baptistère pré-constantinien. Ces éléments sont visibles actuellement dans la crypte de l'église.

## Galerie

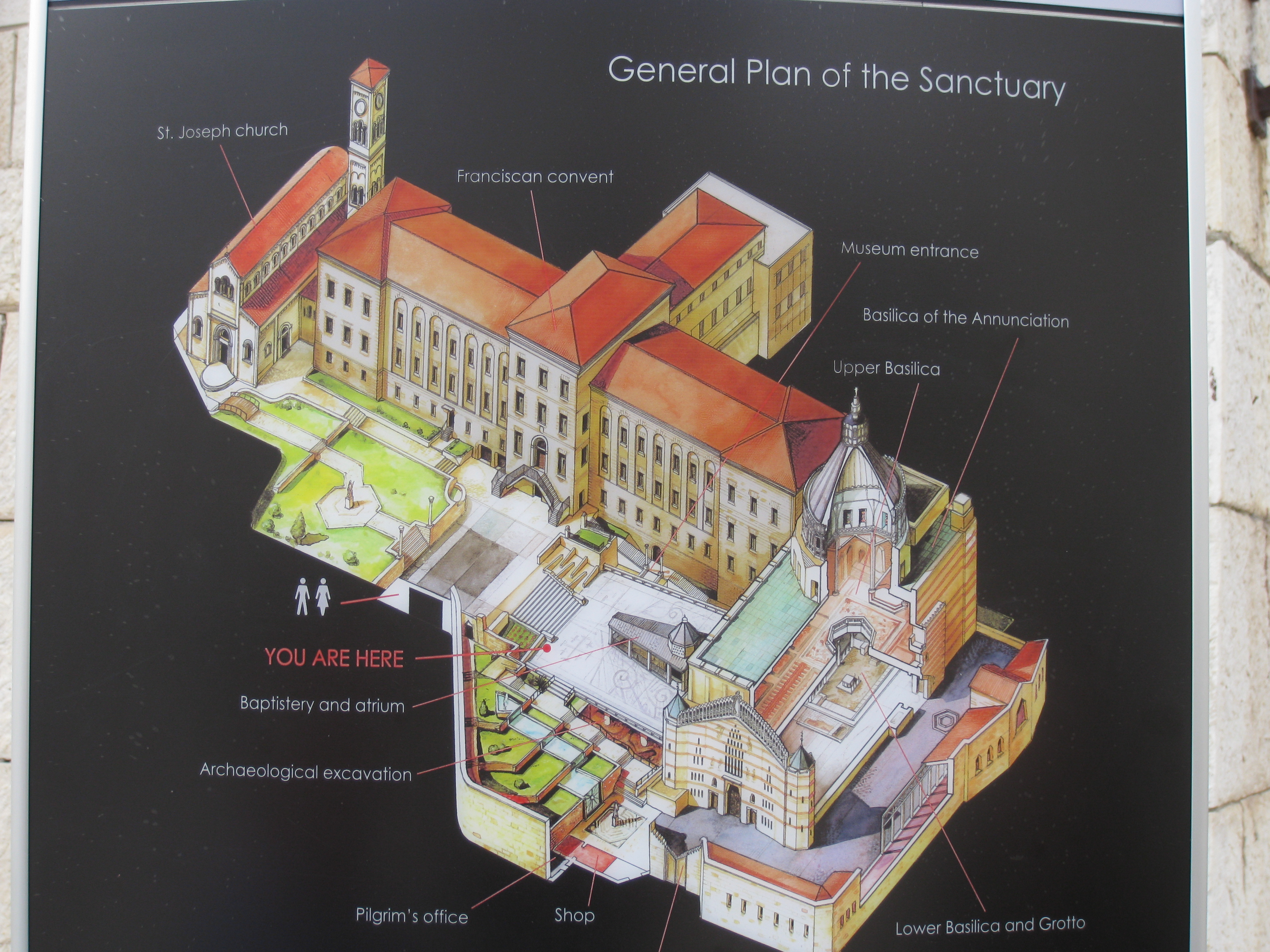
Emplacement de l'église Saint-Joseph par rapport à la basilique de l'Annonciation.
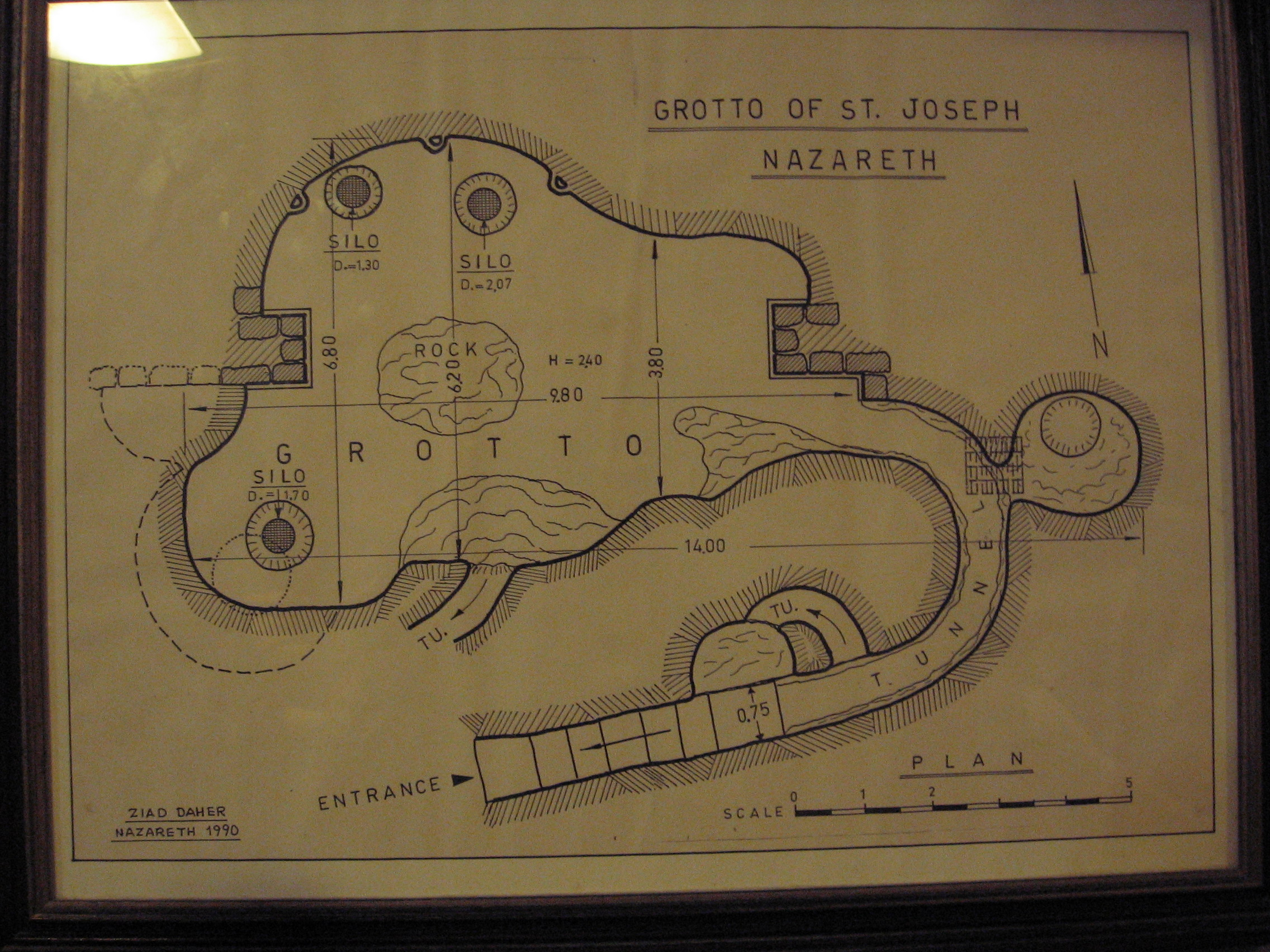
Plan de la grotte de saint Joseph.
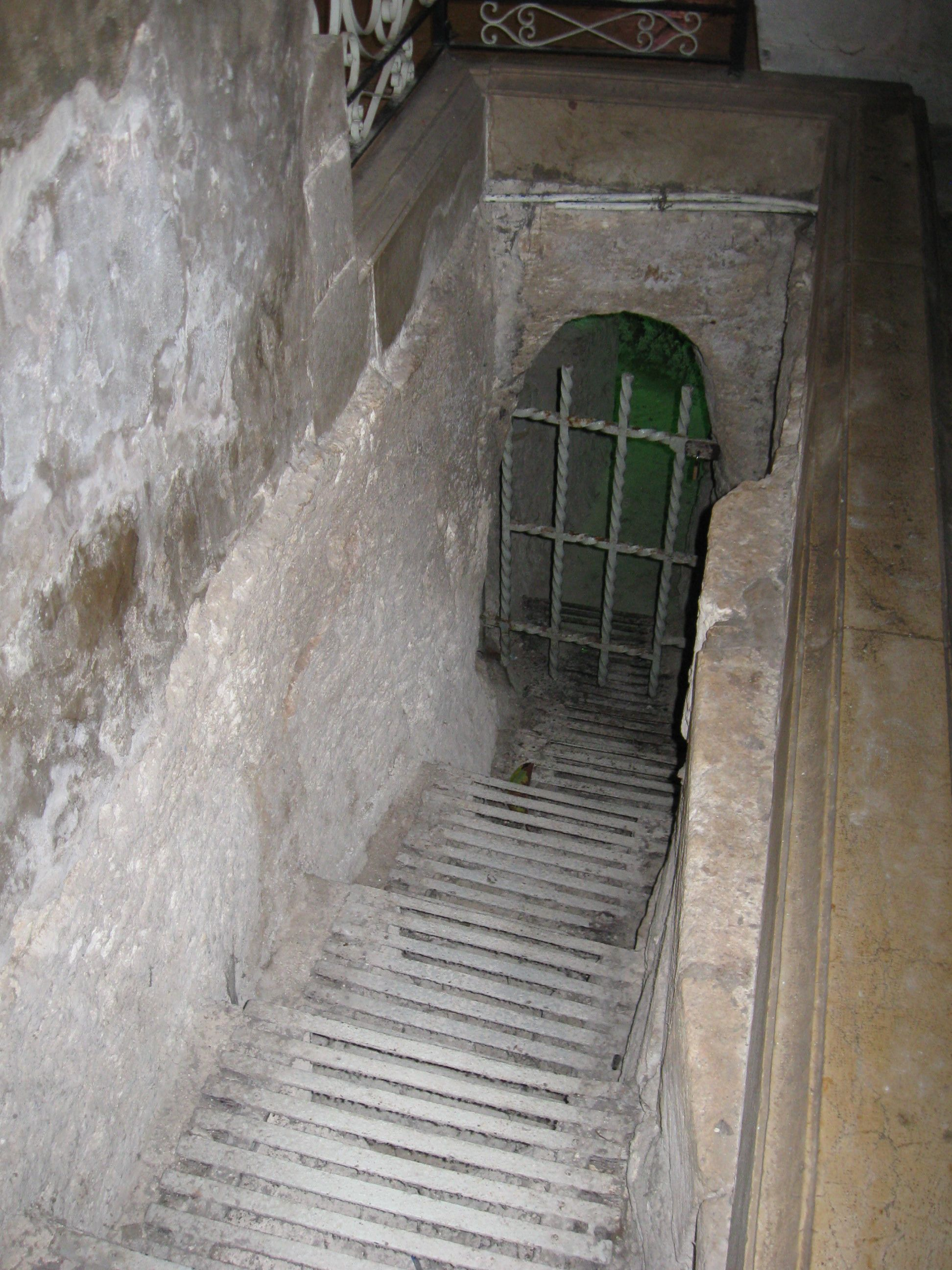
Escalier menant à la grotte de saint Joseph.
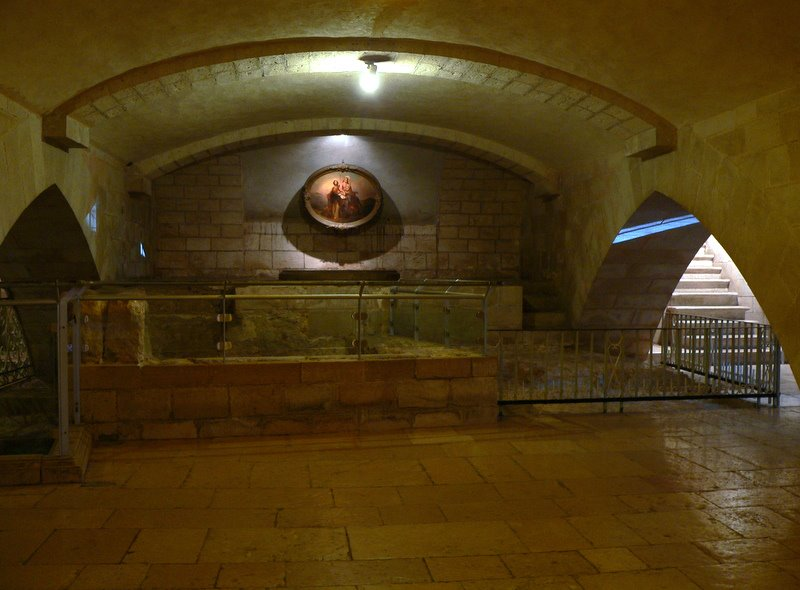
Atelier de Joseph.
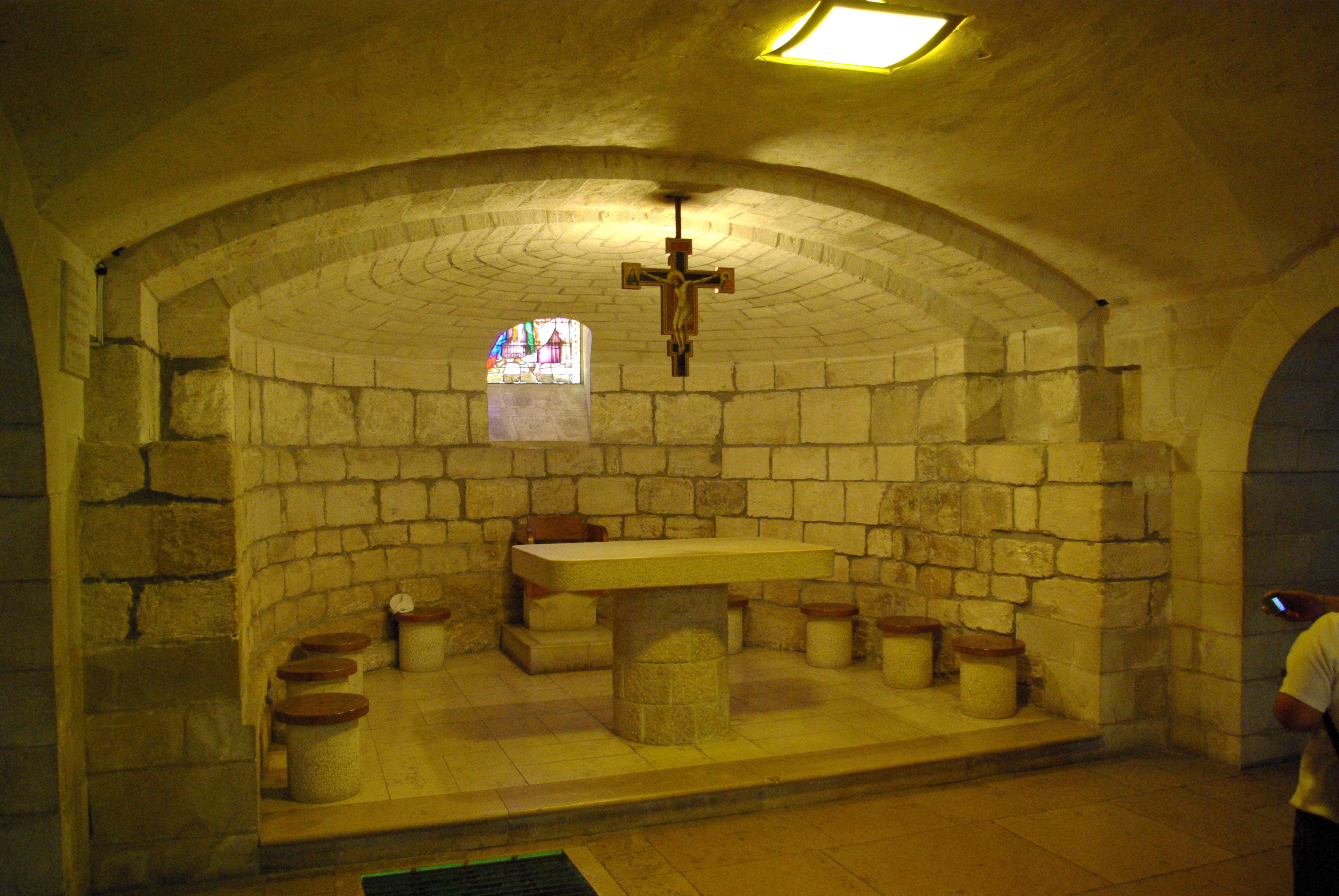
Abside de la crypte.
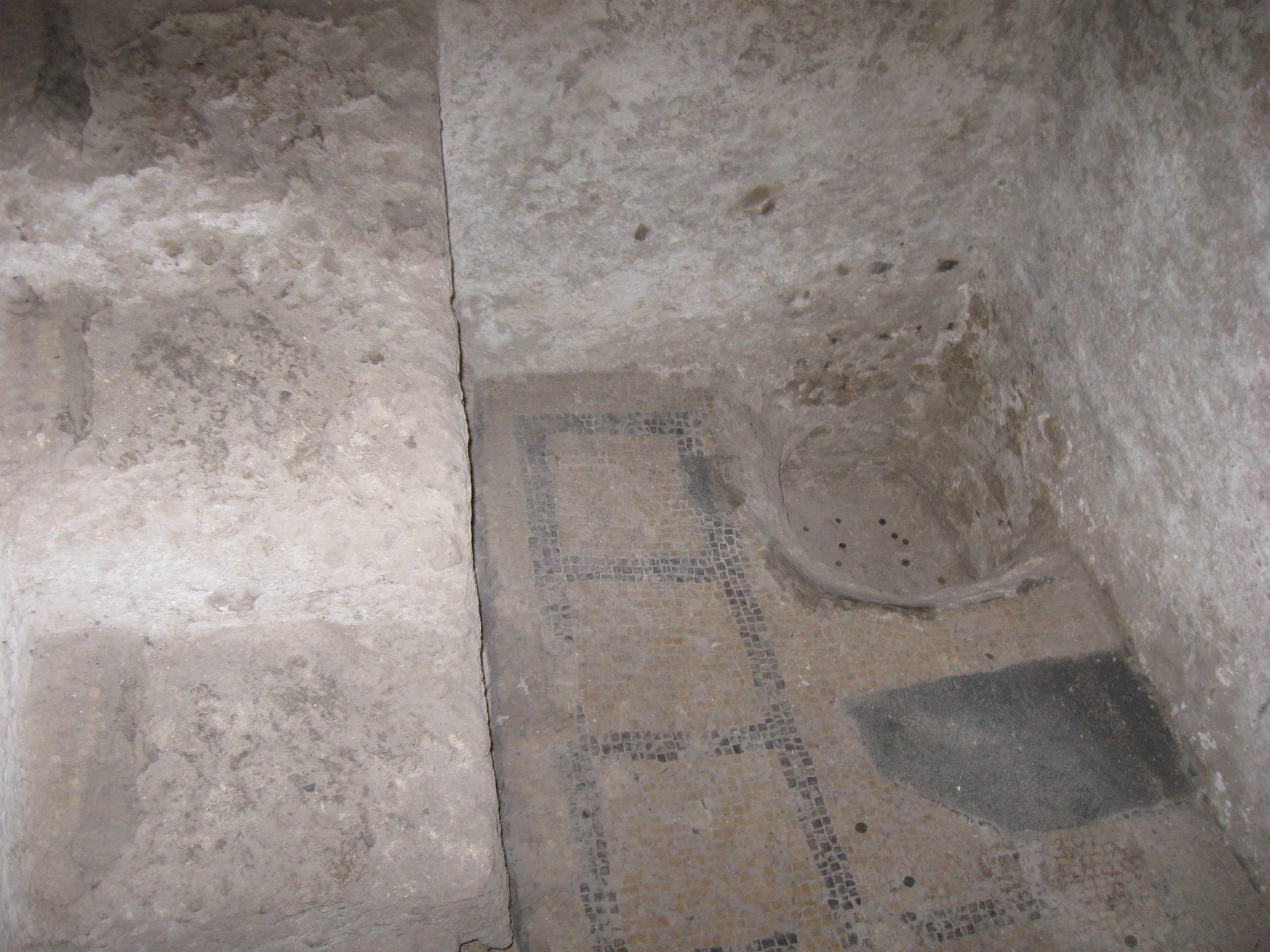
Vestiges byzantins : mosaïque du baptistère avec sa plaque de basalte.
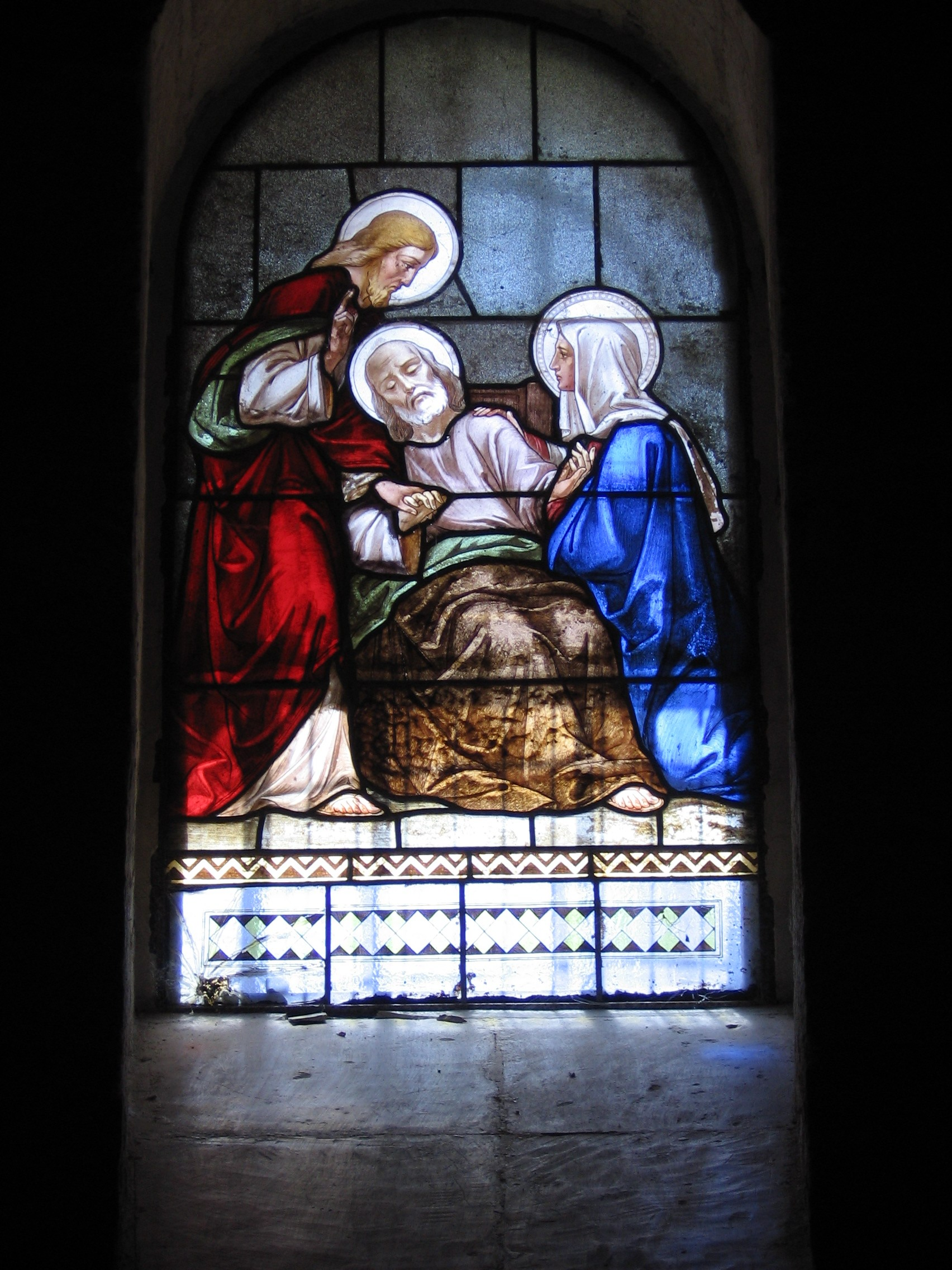
Vitrail représentant la mort de saint Joseph.